# Тухобић
Тухобић је насељено мјесто у општини Калиновик, Република Српска, БиХ. Према попису становништва из 1991. у насељу је живјело 31 становника. Према попису становништва из 2013. у насељу није било становника.

## Географија
Тухобић се налази у кањону Неретве на надморској висини од 820 метара.

## Становништво
| Демографија | Демографија | Демографија |
| Година      | Становника  | Становника  |
| ----------- | ----------- | ----------- |
| 1961.       | 232         |             |
| 1971.       | 209         |             |
| 1981.       | 77          |             |
| 1991.       | 31          |             |
| 2013.       | 0           |             |